# Der lustige Ehemann
Der lustige Ehemann è un film muto del 1919 diretto da Léo Lasko.

## Produzione
Il film fu prodotto dalla Projektions-AG Union (PAGU).

## Distribuzione
Distribuito dalla Universum Film (UFA), il film - con il visto di censura rilasciato in agosto - fu presentato a Berlino il 22 agosto 1919.